# Rezerwat Dja
Rezerwat fauny Dja (fr. Réserve de faune du Dja) – kameruński rezerwat przyrody, założony w 1950 roku, w 1981 roku uznany za rezerwat biosfery, a w 1987 wpisany na listę światowego dziedzictwa UNESCO. Wpisanie było uzasadnione dużą różnorodnością żyjących tu organizmów. Rezerwat leży w górnym biegu rzeki Dja.